# What's Worth While?
What's Worth While? è un film muto del 1921 diretto da Lois Weber. È l'esordio sullo schermo per Louis Calhern.

## Produzione
Il film fu prodotto da Lois Weber per la sua compagnia Lois Weber Productions e per la Famous Players-Lasky Corporation.

## Distribuzione
Distribuito dalla Paramount Pictures, il film uscì nelle sale cinematografiche statunitensi il 27 febbraio 1921. Viene citato nel documentario del 1992 Women Who Made the Movie.